# Dasineura erigerontis
Dasineura erigerontis är en tvåvingeart som först beskrevs av Ewald Rübsaamen 1912.  Dasineura erigerontis ingår i släktet Dasineura och familjen gallmyggor.
Artens utbredningsområde är Tyskland. Inga underarter finns listade i Catalogue of Life.